# 午门 (顺化市)
16°28′05″N 107°34′34″E / 16.468°N 107.576°E

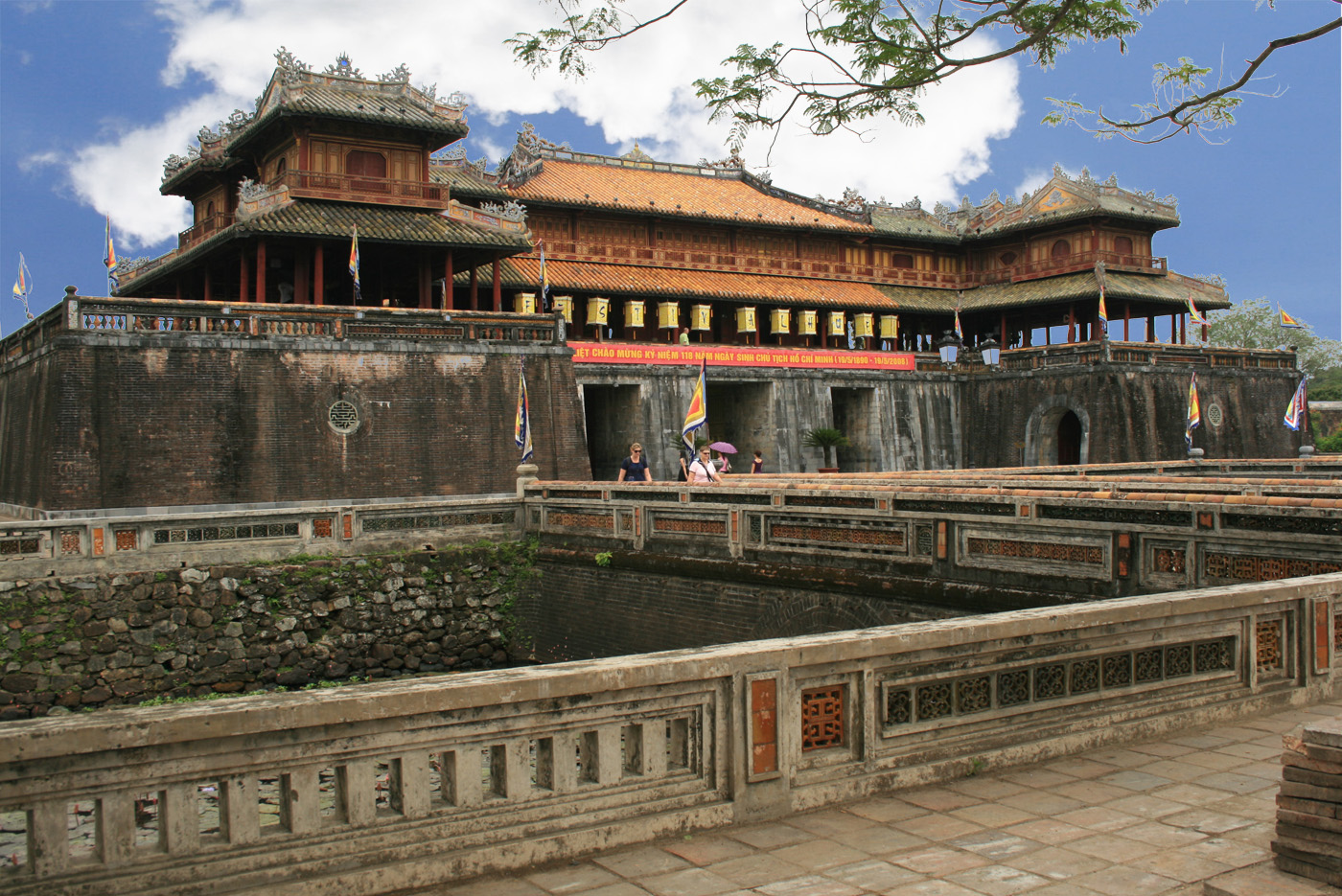
午门

午門（越南语：／）是越南阮朝順化皇城的正門。

## 历史
顺化午门由阮朝明命帝兴建于1832至1833年，模仿北京皇宫午门，亦分为下部的城台与上部的五凤楼。城台开五个门，中间门为君主专用，两侧的夹门通行官员、兵马，平民只能通过最外侧的两个阙门。皇帝在此举行阅兵等仪式。1945年8月30日，保大帝在此举行退位仪式:94-95。